# Sayed Al-Tubaikh
Sayed Al-Tubaikh (ar. سيد الطبيخ ; ur. 31 maja 1965) – kuwejcki judoka. Olimpijczyk z Los Angeles 1984, gdzie zajął dwudzieste miejsce w wadze półśredniej.

## Letnie Igrzyska Olimpijskie 1984
| Konkurencja | Eliminacje           | Klas. końcowa |
| Konkurencja | Przeciwnik I         | Miejsce       |
| ----------- | -------------------- | ------------- |
| 78 kg       | Brett Barron (USA) P | 20.           |